# 교황 클레멘스 13세
교황 클레멘스 13세(라틴어: Clemens PP. XIII, 이탈리아어: Papa Clemente XIII)는 제248대 교황(재위: 1758년 7월 6일 - 1769년 2월 2일)이다. 세속명은 카를로 델라 토레 레초니코(이탈리아어: Carlo della Torre Rezzonico)이다.

## 생애
1693년 3월 7일 이탈리아의 베네치아에서 태어났다. 볼로냐의 예수회 대학교에서 인문학과 철학을 공부한 후 파도바 대학교에서 신학과 교회법 박사 학위를 받았다. 1714년 로마의 외교관 학교에 들어가 공부하였다. 2년 후에 사제가 된 뒤 공직 생활을 시작하여 리에티와 파노의 지사로 일한 후 교황 클레멘스 12세에 의해 1737년에 추기경이 되었다. 1743년 파도바의 교구장이 되어 모범적인 생활을 하여 훌륭한 사목자라는 평을 받았다. 파도바에서는 성인(il santo)이라는 말을 듣기도 하였다.
1758년의 콘클라베에서 여러 쟁쟁한 후보자들을 물리치고 교황으로 선출되었다. 그는 교황이 되자 전임 교황 베네딕토 14세가 해결하지 못한 문제들을 접하게 되었다. 문제는 유럽의 군주들이 더는 교황을 따르지 않는다는 데 있었다. 페브로니아니즘과 이신론이 등장하여 정통 기독교 신앙을 위협하고 있었다. 그들은 예수회를 추방하기 위하여 결속되어 있었다.
예수회 추방 운동은 클레멘스 13세를 늘 괴롭혔다. 1759년 포르투갈의 재상 폼발, 1764년에는 프랑스, 1767년에는 에스파냐, 나폴리, 파르마 등지에서 예수회 추방 운동이 일어났다. 이는 클레멘스 13세의 수명을 단축시킨 요인이 되었다.
| 전임 베네딕토 14세 | 제248대 교황 1758년 7월 6일 - 1769년 2월 2일 | 후임 클레멘스 14세 |

## 같이 보기
- 교황 목록